# Darksiders II
Darksiders II é um jogo eletrônico de ação-aventura e hack and slash desenvolvido pela Vigil Games e publicado pela THQ Nordic. O jogo é a sequência do primeiro jogo da série Darksiders, e foi lançado em agosto de 2012 para PlayStation 3, Xbox 360, Microsoft Windows e no final do ano para o Nintendo Wii U, após o lançamento do console nas regiões norte-americana e PAL em novembro do mesmo ano.
Uma nova edição de Darksiders II foi anunciada no dia 11 de Junho de 2015 pela Nordic Games, o jogo é uma versão remasterizada, intitulada Darksiders II: Deathinitive Edition rodando em 1080p nativo e com várias melhorias no visual e foi lançada para PlayStation 4, Xbox One e Microsoft Windows em 2015, e portada para o Nintendo Switch em 2019 e também foi lançada no Google Stadia em 2021. De acordo com a desenvolvedora Nordic Games, esta versão do game conta com texturas de alta resolução e renderização baseada em física (presente na maioria dos jogos da nova geração). Isto faz com que texturas e materiais, como metal, couro, pedra e pele reflitam a luz da mesma forma como acontece no mundo real. A versão remasterizada do jogo chegará no dia 27, e será vendida inicialmente por U$ 29.99.

## Enredo
A história de Darksiders II se passa no mesmo período de tempo de seu antecessor, só que dessa vez os jogadores tomam o controle de Morte (Death, no original), outro dos Cavaleiros do Apocalipse, ao invés do seu irmão, Guerra. O jogo também se passa num mundo inteiramente novo, duas vezes maior que o antecessor. Os dois remanescentes cavaleiros, Fome e Peste que tiveram seus nomes rebatizados para se encaixarem melhor ao universo de Darksiders, se tornando assim, Conquista e Fúria, também aparecem no jogo, não sendo jogáveis entretanto, pois terão seus próprios jogos a seguir, continuando a Saga dos Cavaleiros do Apocalipse. Novos elementos também foram acrescentados no jogo, segundo a revista Game Informer, como a habilidade de saquear os corpos dos inimigos para encontrar novas armas e armaduras.
A história de Darksiders II começa quase ao mesmo tempo que a história do primeiro Darksiders. Depois que Guerra é condenado e enviado de volta à Terra, o Conselho das Chamas informa sua situação para o restante dos Cavaleiros. O Cavaleiro Morte, sabendo que seu irmão Guerra é o mais honroso e incorrupto dos Cavaleiros, e que nunca teria começado o Apocalipse prematuro, fica furioso. Crendo que seu irmão é vítima de uma conspiração, Morte ignora as ordens do Conselho e parte em uma missão pessoal para provar a inocência de Guerra. Morte viaja até os Reinos Inferiores, um lugar entre o Céu e o Inferno, para pedir favores aos poderosos seres que governam aquele reino.

## Jogabilidade
Darksiders II se trata de um Hack and Slash, apesar de seguir uma linha bastante semelhante a do seu antecessor, Darksiders II mostra uma grande evolução, tanto no combate (agora mais fluido), como nos gráficos (mais polidos que o do primeiro jogo). A série acrescentou neste novo jogo, elementos clássicos de um RPG eletrônico, no qual o personagem pode aumentar suas estatísticas ao adquirir pontos de experiência.
Diferente do primeiro jogo, a famosa barra de transformação (neste jogo chamada de reaper form) só pode ser enchida caso Morte execute certos golpes. Em compensação, quando Morte realiza sua transformação, ele se torna por alguns instantes invencível e bastante poderoso, capaz de executar golpes incríveis.
Já em relação a exploração do jogo, este expandiu drasticamente, possibilitando ao jogador optar em escolher seguir a trilha original da história, ou completar missões secundárias para melhorar suas estatísticas. Morte pode ser personificado tanto em relação as suas armas, como no seu visual, mas estas modificações influenciam bastante nos atributos do personagem.
Um elemento semelhante ao devil bringer do jogo Devil May Cry 4 é o death grip, no qual Morte pode puxar inimigos, objetos, e até se segurar em plataformas por meio de uma mão fantasma. Elementos do jogo anterior se mantiveram neste, como a possibilidade de se locomover no mundo por meio de um cavalo-fantasma com nome de Desespero, armas secundárias, dentre outros.
A lista de habilidades de Morte é gigantesca, mas esta só pode ser desbloqueada aos poucos, juntando pontos para pegá-las. No decorrer do jogo, você irá encontrar uma gama de armas, desde foiçes, martelos, maças, garras, luvas e até armas de fogo.

## Desenvolvimento
O diretor criativo da THQ, Luis Gigliotti, revelou numa entrevista para o site GameAxis que Darksiders seria uma franquia, e que o segundo jogo da série já estaria em desenvolvimento. Essa sequência só seria lançada em 2012.
Foi anunciado na E3 de 2011 que Darksiders II seria o título de lançamento para o novo console da Nintendo, o Nintendo Wii U, com modificações necessárias para se ajustar aos controles do novo console e suas funcionalidades únicas. Segundo os funcionários da Vigil Games, o novo console é mais poderoso que o Playstation 3 e o Xbox 360.
Foi revelado na San Diego Comic-Con que quem irá dublar o personagem principal do jogo, Morte, seria o ator Michael Wincott, conhecido por seus papéis de vilões.
Foi recentemente confirmado que Darksiders II não teria um modo multiplayer, por causa de problemas técnicos para desenvolver esse modo no jogo. Segundo o diretor do jogo, Marvin Donald, "não seria possível esse modo acontecer, pois teriam que fazer praticamente quatro jogos diferentes, visto que o protagonista Morte, por exemplo, tem entre 800 a 1000 conjuntos de animação, e cada um dos Cavaleiros é diferente do outro. E a vantagem de ter personagens criados pelo roteirista Joe Madureira, é que eles são sensacionais, mas possuem proporções diferentes, então é impossível compartilhar as animações entre eles".
Em 14 de fevereiro, a THQ anunciou que o jogo seria lançado na América do Norte em 26 de junho de 2012, contando com uma edição de colecionador e bônus de pré-ordem para as lojas Gamestop, Best Buy e Amazon.
Em 18 de abril, a THQ divulgou, por meio do site oficial, que Darksiders II teria sua data de lançamento modificada, de 26 junho de 2012 para agosto de 2012, ainda sem dia certo. O motivo, segundo a THQ, seria para "polir" mais o jogo, para chegar na alta qualidade que o time de desenvolvedores almeja alcançar. A produtora também negou que esse atraso seria por causa de cortes na equipe da Vigil Games.
Em 19 de junho de 2012 foi revelado que o ator escocês James Cosmo fará a voz do mentor de Morte. Cosmo também entrou no video de promoção ao jogo "The Last Sermon".

## Marketing

Conteúdo da Edição de Colecionador.

Após a revelação oficial, a THQ anunciou que os jogadores que comprassem em pré-ordem Darksiders II a partir das lojas GameStop, BestBuy ou Amazon ganhariam alguns brindes exclusivos, conforme a loja em que efetivaram a compra:
- GameStop: junto com o jogo viria o DLC Death Rides Pack, que trará missões secundárias exclusivas que adicionarão até duas horas extras de jogabilidade ao jogo;
- BestBuy: junto com o jogo viria o DLC Angel of Death Pack, que dará uma armadura melhorada para Morte, com design diferente, baseado em um anjo;
- Amazon: junto com o jogo viria o DLC Deadly Despair Pack, que dará melhorias nos atributos de corrida ao cavalo de Morte, Desespero.

Além dos brindes de pré-ordem, a THQ também anunciou uma "Edição de Colecionador" do jogo, que inclui:
- A versão de edição limitada do jogo;
- Uma réplica em tamanho real da máscara usada por Morte no jogo;
- O Shadow of Death Pack, que contém uma nova armadura e um novo conjunto de foices para Morte;
- Uma cópia digital da trilha sonora e um livro de arte de capa dura de Darksiders II.

A "Edição de Colecionador" estará disponível para PlayStation 3, Xbox 360 e Microsoft Windows.

## Recepção
Darksiders II recebeu criticas positivas. Contém no site Metacritic uma média de 84% para a versão PlayStation 3 e de 85% para a versão Xbox 360.
A Game Informer deu a pontuação de 9/10 afirmando que Darksiders II é uma quantidade impressionante de masmorras que oferece mais de 20 horas de jogo com muitos segredos e conteúdo por descobrir.
A GameSpot atribui a pontuação de 8,5/10 dizendo que "Darksiders II tem ação, exploração, e progressão em descoberta numa excelente e grande aventura."
A IGN atribuiu a pontuação de 7,5/10 e diz que "os elementos RPG e a ação até aquele ponto, juntos dão um sólido jogo. É uma pena que existam tantos problemas gritantes que impeçam o tal empreendimento ambicioso para o qual os seus produtores estavam claramente voltados. Ainda assim, se adora jogos de ação-aventura, vale a pena ser jogado, mas não fique à espera que ombreie com as obras primas que inevitavelmente faz lembrar.
O site GamesRadar deu a nota 4,5/5 e diz que o jogo tem como pontos fortes o renovado sistema de combate, os puzzles e o equilíbrio entre combate, exploração e plataformas. Num dos pontos fracos a GamesRadar diz que Darksiders II por vezes "cai" no desempenho por causa da inexistência da opção para instalar nos consoles.
Jim Sterling, editor do Destructoid, deu a pontução de 9/10 ao jogo concluindo que "Darksiders II retira os melhores elementos de muitos outros jogos e junta-os num pacote muito satisfatório [...] Se este jogo não for um sucesso, então o mundo não sabe o que é verdadeiramente bom para ele."
Darksiders 2 também recebeu prêmios na Game Of The Year de ação e aventura em Jush Push Start, recebendo indicações de prêmios em 2012 na VGA e Neoseeker, assim como em Game Of The Year # 4, na Classic Game Room.
Foi o jogo mais vendido de agosto com mais de 247 mil unidades vendidas nos EUA. A partir de 05 de novembro de 2012, o jogo vendeu 1,5 milhões de cópias, com a THQ afirmando que o jogo "não atendeu as nossas expectativas."

## Sequência
Darksiders III será jogado com o personagem Fúria (Fury, no original), e terá sua data de lançamento em 2018.